# Делятицький Дмитро Євгенович
Дмитро́ Євге́нович Деляти́цький (14 серпня 1976, Хабаровськ, РРФСР) — український військовик, генерал-майор Військово-Морських Сил ЗС України, командир 30-го корпусу морської піхоти. Повний лицар ордена Богдана Хмельницького.
В минулому — командир 1-го окремого батальйону морської піхоти (2012—2014), командир 36-ї окремої бригади морської піхоти (2015—2018), заступник командувача Морської піхоти Військово-морських сил Збройних сил України (2018—2023), Начальник Військової академії у Одесі (2023).

## Життєпис
У 1997 році закінчив загальновійськовий факультет Одеського інституту сухопутних військ за спеціальністю «Бойове застосування танкових підрозділів» (освітньо-кваліфікаційний рівень «бакалавр»). Після закінчення навчання обіймав посаду командира взводу 1019-го окремого механізованого батальйону 127-ї механізованої бригади. З 1999 по 2004 був командиром роти цього ж батальйону. З 2004 по 2005 рік — командир роти 127-го окремого механізованого батальйону військ берегової оборони у Феодосії (частина А-0289, розформована).
З 2005 по 2007 рік служив офіцером Відділу управління особового складу командування ВМС, після чого протягом двох років був заступником командира 1-го окремого батальйону морської піхоти. З 2009 по 2012 рік — начальник штабу, перший заступник 81-го окремого батальйону логістики. З січня по серпень 2012 року — командир цього ж батальйону.
16 серпня 2012 року прийняв командування 1-м окремим батальйоном морської піхоти.

### Російсько-українська війна
На початку березня 2014 року під час українсько-російського конфлікту в АР Крим в/ч А2272 1-го окремого батальйону морської піхоти була заблокована російськими військовими, що вимагали здати зброю та боєприпаси. Українські військові відмовилися виконати ці вимоги, а командир батальйону Дмитро Делятицький у інтерв'ю каналу «Кремль.tv» повідомив, що він та усі його підлеглі лишаються вірними присязі народу України, а він особисто виступає за єдину та неподільну державу.
У зіткненні з російськими окупаційними силами дістав переломи ребер, після чого потрапив у полон, утримувався в одиночній камері. Наприкінці березня 2014 був звільнений з полону.
У 2015 році Делятицький став командиром 36-ї окремої бригади морської піхоти, сформованої із залишків 36-ї бригади берегової оборони, 1-го і 501-го батальйонів морської піхоти.
У 2018 році був призначений начальником штабу — заступником командувача морської піхоти України.
20 травня 2023 генерал Делятицький був призначений начальником Військової академії в Одесі.[джерело?]
Навесні 2024 року в ході масштабної зміни керівництва ЗСУ призначений командиром 30-го корпусу морської піхоти,  
Командувачем морської піхоти 
.

## Звання
- Підполковник[5]
- Полковник[6]
- Бригадний генерал (6 грудня 2021)[7]
- Генерал-майор (24 серпня 2023)[8]

## Відзнаки та нагороди
- Хрест бойових заслуг (20 лютого 2025) — за особисту мужність, виявлену у захисті державного суверенітету та територіальної цілісності України, самовіддане виконання військового обов'язку[9]
- Орден Богдана Хмельницького I ступеня (24 травня 2022) — за особисту мужність і самовіддані дії, виявлені у захисті державного суверенітету та територіальної цілісності України, вірність військовій присязі[10]
- Орден Богдана Хмельницького II ступеня (26 березня 2022) — за особисту мужність і самовіддані дії, виявлені у захисті державного суверенітету та територіальної цілісності України, вірність військовій присязі[11]
- Орден Богдана Хмельницького III ступеня (17 травня 2019) — за значні особисті заслуги у захисті державного суверенітету та територіальної цілісності України, громадянську мужність, самовідданість у  відстоюванні конституційних засад демократії, прав і свобод людини, вагомий внесок у культурно-освітній розвиток держави, активну волонтерську діяльність[6]
- Орден Данила Галицького (21 серпня 2014) — за особисту мужність і героїзм, виявлені у захисті державного суверенітету та територіальної цілісності України, вірність військовій присязі, високопрофесійне виконання службового обов'язку[5]
- Медаль «10 років Збройним Силам України»
- Медаль «За сумлінну службу» II ст.
- Медаль «За сумлінну службу» III ст.
- Пам'ятна медаль «90 років Військово-морському прапору України»